# Улрих II (Ортенбург)
Улрих II (на немски: Ulrich II, † 7 март 1524 в дворец Зьолденау, Ортенбург) е управляващ граф на имперското графство Ортенбург от 1519 до 1524 г.

## Биография
Той е най-възрастният син на граф Себастиан I (1434 – 1490) и Мария графиня цу Нойбург († 1496).
Чрез женитбата му с Вероника фон Айхберг Улрих получава през 1511 г. дворец Зьолденау. През 1515 г. Улрих получава покана от император Максимилиан I да участва във военен поход против турците.
Улрих става през 1519 г. имперски граф след смъртта на братовчед му Волфганг. На 24 април 1522 г. последва признанието от император Карл V.
Улрих II умира на 7 март 1524 г. в Зьолденау. Погребан е в наследствената капела Св. Сикстус в Пасау. Собственостите му са поделени помежду децата му. Като граф е последван от по-малкия му брат Христоф I (1480 – 1551).

## Фамилия
Първи брак: с Вероника фон Айхберг († 1511). Имат пет деца:
- Александер (* 1501, † 12 май 1548, в Зьолденау), домхер към Аугсбург до 1525, ∞ Регина Бианка фрайин фон Волкенщайн-Тростбург († 1539)
- Карл I (* октомври 1502, † 15 ноември 1552 в Зьолденау), ∞ Максимилиана графиня фон Хааг. Чрез дъщеря им Анна Мария (1547 – 1601) те стават дядо и баба на Карл I фон Лихтенщайн, първият княз на този благороднически род.
- Мориц († 6 юли 1551 в Мюнхен), съветник на херцог Вилхелм IV
- Барбара († 7 март 1518 в Зьолденау)
- Сидония († 12 март 1563 в Болцано), ∞ Мелхиор Колонна фрайхер фон Фьолс († 1543 в Болцано)

Втори брак: с Барбара фон Щархемберг († 1519). Нямат деца.